# Телевидение в Сербии
Телевидение в Сербии было запущено в 1958 году. Согласно исследованиям AGB Nielsen Research, проведенным в 2009 году, сербы тратят на просмотр телевидения в среднем 5 часов в день, что является самым высоким показателем в Европе.

## Национальное вещание
По состоянию на 2006 год в Сербии работало всего 8 национальных вещательных компаний, сигнал которых можно было получить на всей территории страны. В этот список входили РТС 1 и РТС 2, находящиеся в составе публичной телевизионной сети «Радио и телевидение Сербии», а также Pink, B92, Fox Serbia (переименовавшаяся в Prva), Avala, и Košava с Happy TV, которые работали на одной частоте (но позже объединились в один канал под именем Happy TV).
Цифровое телевидение было запущено в Сербии в ноябре 2008 года. Первый канал — RTS Digital, также известный как RTS Culture and Arts. Он начал своё экспериментальное вещание в 2005 году. В настоящий момент в нем транслируется контент по культуроловедческой тематике.
Телевидение высокой чёткости было запущено в Сербии 9 сентября 2009 года на канале RTS HD.

## IPTV
IPTV было успешно запущено в Сербии 1 декабря 2008 года компанией Telekom Srbija. В настоящий момент на выбор есть  59 каналов, 47 из которых доступны в основном тарифном плане, а 12 за дополнительную плату.

## Протесты против телеканалов Pink и Happy TV
Весной 2023 года в Сербии произошли два трагических события, потрясших всю страну, это массовое убийство в школе имени Владислава Рибникара и последовавшее за ним массовое убийство в Дубоне и Шепшине. Они подстегнули новую волну массовых протестов, которые активно проходят в Сербии, начиная с 2016 года. Одна из самых заметных новых массовых акций получила название «Сербия против насилия». 
Одним из важных требований митингующих, стал запрет определённых теле-продуктов, а именно реалити-шоу, шоу, смакующих насилие, и агрессивной пропаганды. Основными телеканалами, которые вызывают нарекания обществ — Pink и Happy TV. Стоит отметить, что получение данными телеканалами национальной вещательной частоты, изначально критиковалось. 

## Телеканалы

### Региональные частные телеканалы
В Сербии существует 148 частных телеканалов, вещающих на своих региональных частотах.

### Кабельное телевидение
Ниже представлены телеканалы, доступные по сетям кабельного телевидения в Сербии:
- TV Svet plus
- Astro TV
- B92 Info
- Cinemania
- DM Sat
- Duga TV
- Film +
- Happy TV Cable
- KC:N
- KTV Zrenjanin
- Melos TV
- Most
- MTS (Music Television Station)
- Night Film Plus
- Pink:
  - Pink Srbija
  - Pink Plus
  - Pink Extra
  - Pink Action
  - Pink Film — транслирует фильмы и сериалы
  - Pink Kids — транслирует мультфильмы и передачи для детей
  - Pink Movies — транслирует зарубежные сериалы и фильмы
  - Pink Family — транслирует зарубежные сериалы и фильмы, преимущественно семейного содержания
  - Pink Music — транслирует музыкальное видео
- Sport Klub Srbija
- Sport Klub + (также вещает в Хорватии и Словении)
- Svet Plus
- Televizija S
- Top Music Channel
- Top Shop TV
- TV Ultra

| Место | Название канала | Распределение по общему просмотру (%) |
| ----- | --------------- | ------------------------------------- |
| 1     | Pink            | 28.2                                  |
| 2     | RTS1            | 23.6                                  |
| 3     | Prva            | 12.62                                 |
| 4     | B92             | 6.47                                  |
| 5     | TV Avala        | 3.98                                  |
| 6     | Happy TV        | 2.64                                  |
| 7     | RTS2            | 2.37                                  |